# ジョン・カバナー
ジョン・カバナー（John Kavanagh、1977年1月18日 - ）は、アイルランドの総合格闘技トレーナー、元総合格闘家。SBGアイルランドの創設者兼ヘッドトレーナー。アイルランド総合格闘技協会の会長も務めている。

## 来歴
アイルランド総合格闘技界のパイオニアで、1993年にUFC 1を見たことをきっかけに総合格闘技を始めた。
2001年、ストレート・ブラスト・ジム・アイルランド（SBGアイルランド）を設立。マット・ソーントンのストレート・ブラスト・ジム・インターナショナルの加盟ジムとなった。
2005年、ヨーロッパ柔術選手権で金メダルを獲得した。
2007年、アイルランド人で初めてブラジリアン柔術の黒帯を取得した。
2009年1月17日、SBGアイルランドで初めてのUFC選手としてトム・イーガンがUFC 93に出場した。
2015年7月11日、コナー・マクレガーがUFC 189のUFC世界フェザー級暫定王座決定戦でチャド・メンデスに勝利して、SBGアイルランドで初めてのUFC世界王者となる。そして、2015年12月12日のUFC 194で正規王者ジョゼ・アルドを13秒でKOして王座統一に成功した。
2016年にWorld MMA Awardsのコーチ・オブ・ザ・イヤーを受賞した。

## SBGアイルランドの主な所属選手
- コナー・マクレガー（UFC世界フェザー級、ライト級王者）
- ジョニー・ウォーカー
- グンナー・ネルソン
- アルテム・ロボフ（TUF 22 準優勝）
- ブラッド・カトーナ（TUF 27、TUF 31 優勝）
- アシュリン・デイリー
- ジェームズ・ギャラガー
- ディロン・ダニス
- マクワン・アミルカーニ
- トム・イーガン
- セドリック・ドゥンベ
- イリアス・ブライド
- ヘスディ・ゲルゲス

## 戦績

### プロ総合格闘技
| 総合格闘技 戦績 | 総合格闘技 戦績 | 総合格闘技 戦績 | 総合格闘技 戦績 | 総合格闘技 戦績 | 総合格闘技 戦績 | 総合格闘技 戦績 |
| --------------- | --------------- | --------------- | --------------- | --------------- | --------------- | --------------- |
| 6 試合          | (T)KO           | 一本            | 判定            | その他          | 引き分け        | 無効試合        |
| 3 勝            | 0               | 3               | 0               | 0               | 0               | 0               |
| 3 敗            | 1               | 1               | 1               | 0               | 0               | 0               |

| 勝敗 | 対戦相手                 | 試合結果                     | 大会名                     | 開催年月日     |
| ○    | ロビー・オリビエ         | 1R 2:26 腕ひしぎ十字固め     | UZI 2                      | 2003年3月8日   |
| ×    | ダニー・バッテン         | 2R 0:00 キーロック           | UZI 1                      | 2002年11月30日 |
| ×    | リー・レメディオス       | 5分3R終了 判定0-3            | ULTIMATE COMBAT 1          | 2002年3月10日  |
| ○    | タメル・ハサル           | 1R 0:00 リアネイキドチョーク | CAGE WARS 1                | 2002年2月23日  |
| ×    | ボビー・カラギアニディス | 1R N/A KO（パンチ）          | PRIDE AND HONOR            | 2001年11月24日 |
| ○    | レイトン・ヒル           | 1R 0:55 三角絞め             | G & S 1 GRAPPLE & STRIKE 1 | 2000年5月29日  |

## 表彰
- World MMA Awards コーチ・オブ・ザ・イヤー（2016年）